# デクロワゾー石
デクロワゾー石（Descloizite）は、塩基性の鉛とバナジン酸亜鉛から構成され、組成は(Pb,Zn)2(OH)VO4の珍しい鉱物である。結晶系は斜方晶であり、オリーブ銅鉱と同形である。結晶構造の中には、かなりの量のガリウムとゲルマニウムも取り込まれうる。
色は深いチェリーレッドから茶色または黒色で、大きな結晶は脂肪光沢を伴う透明か半透明を示す。条痕は橙黄色から茶色で、比重は5.9-6.2、硬度は3.5である。近縁種のモットラム石は銅が亜鉛に卓越しており、またバナジウムの代わりに若干のヒ素を含む。色は鈍い緑色で、皮膜状や粉末状の産出が多い。砒デクロワゾー石と呼ばれるヒ酸塩のアナログも存在する。

## 発見と生成

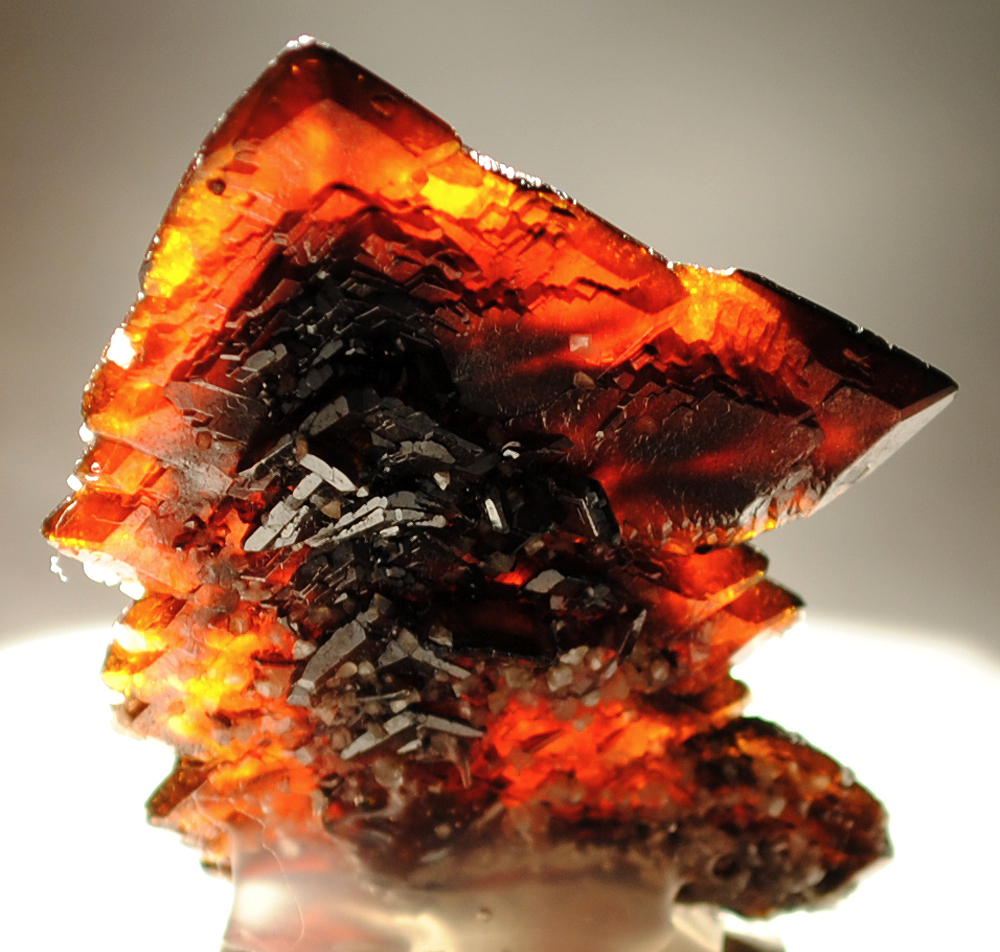

1854年にアルゼンチンのコルドバにあるコルドバ山脈鉱床で発見され、フランスの鉱物学者アルフレッド・デクロワゾーに因んで命名された。小さなプリズム状またはピラミッド状の結晶となり、しばしば結晶集合体や鍾乳石状の集合体（繊維状結晶からなる房状の塊）を示す。
デクロワゾー石は、鉛鉱床の酸化帯に産し、関連する鉱物には、緑鉛鉱、褐鉛鉱、モリブデン鉛鉱、モットラム石、ミメット鉱、白鉛鉱等がある。
ナミビアのオタビ山地には、かつて世界最大のバナジウム鉱床があると考えられていた。デクロワゾー石やモットラム石は、これらの鉱床での主要な鉱物であったが、現在では掘り尽くされている。その他の採掘場所としては、アルゼンチンのコルドバ山脈、シエラ郡 (ニューメキシコ州)のレイク・バレー、ペンシルベニア州のフェニックスビル、オーストリアケルンテン州のObir等である。